# ラームカムヘーン国立公園
ラームカムヘーン国立公園（ラームカムヘーンこくりつこうえん）はタイの国立公園の一つ。名称はスコータイ王朝のラームカムヘーンにちなむ。

## 概要
公園はカオルワンと呼ばれる山とその周辺の地域を保護することを目的としている。カオルワン頂上には草原地帯が広がり、バンテン（野生のウシ）の良い生育場所となっている。ピン川、ヨム川が公園内に流れており、棲息する魚を狙ってクマなども集まっている。他にイノシシやシカなどの大型哺乳動物が多い。公園内はタイ漢方薬の産地でもある。
また公園内には幾つかの歴史的遺産がある。

## 公園内の見所

### カオルワン
カオルワンとは大いなる山と言う意味で、この名称を持つ山はタイ国内各地にある。カオルワン周辺は険しい山岳地帯となっており、四方を田園地帯に囲まれながらも、非常に良い状態で自然が残っている。前述したように、カオルワン頂上（1300m）には野生の草原地帯が広がっており、壮大な景色を見ることが出来る。宿泊も可能。

### ナムトック・サーイルン
ナムトック（滝）・サーイルンは公園内唯一の滝である。

### サイガーム
タイでは神聖視されるガジュマルの自生地帯である。至る所に根を生やしたガジュマルが自生している。

### サリートポン・ダム
サリートポン・ダムはスコータイ時代の遺跡でスコータイ市民のための水の確保目的に作られたと考えられている。

### プラーン・カオ・ブーチャー
名前のブーチャーとはヒンドゥー教のプジャーのことである。クメール時代の遺跡で、1500年前の祭壇の跡である。

### プラ・ルワン通り
伝説によればプラ・ルワンがタイにおける最初の幹線道路としてカムペーンペットとスコータイ、シーサッチャナーライを結ぶ通りを建設したのがこれであるとされる。スコータイ時代の生活用品などが見つかっている。